# Matador 3
Matador 3 — плавучий кран великої вантажопідйомності, створений на замовлення нідерландської компанії Bonn & Mees.

## Характеристики
Судно спорудили у 2002 році на верфі південнокорейської компанії Daewoo Heavy Industries в румунському місті Мангалія (Daewoo Mangalia Heavy Industries) та дообладнали в Роттердамі.
За свої архітектурно-конструктивним типом це несамохідний понтон розмірами 70х32 метри, на якому змонтували кран типу sheerleg. Первісно його вантажопідйомність становила 1500 тонн та забезпечувалась за допомогою двоопорної мачти (A-frame), котра може змінювати свій нахил у фронтальній площині. Крім того, існувала можливість виконання завдань за допомогою додаткової виносної стріли (fly jib) вантажопідйомністю 600 тонн. Для використання останньої потрібно було залучати два буксири для переміщення, один з яких вів окремий понтон зі стрілою.
У 2012-му провели модернізацію судна, під час якої виключили з конструкції стрілу та довели вантажопідйомність до 1800 тонн.
На судні існують умови для розміщення лише 8 осіб.

## Завдання судна

### Мости
Влітку 2006-го Matador 3 разом з іншим плавучим краном Taklift 7 взяв участь в спорудженні моста «Gustave Flaubert» в Руані, конструкція якого забезпечує прохід океанських суден до місцевого порту. Крани виконали підйом ряду елементів вагою від 500 до 1200 тонн.
Наприкінці 2012-го кран перевантажив 11 елементів підвісного моста, виготовлених нідерландською компанією HSM Steel Structures в межах проекту спорудження переходу через норвезький Dalsfjorden у сотні кілометрів на північ від Бергену (відправлені до місця будівництва на баржі, вони були змонтовані наступного року плавучим краном Uglen).
В 2013 році кран відвідав Швецію для участі в будівництві моста Сундсвалль (Sundsvallsbron), який перекинутий над однойменною затокою (західне узбережжя Ботнічної затоки) на прибережній автомагістралі між Стогольмом та Умео. Matador 3 разом зі змонтованим на лівобережному сході моста краном встановили першу з десяти секцій, доставлену на понтоні з польського Щецину, де відбувалась збірка цих конструкцій.

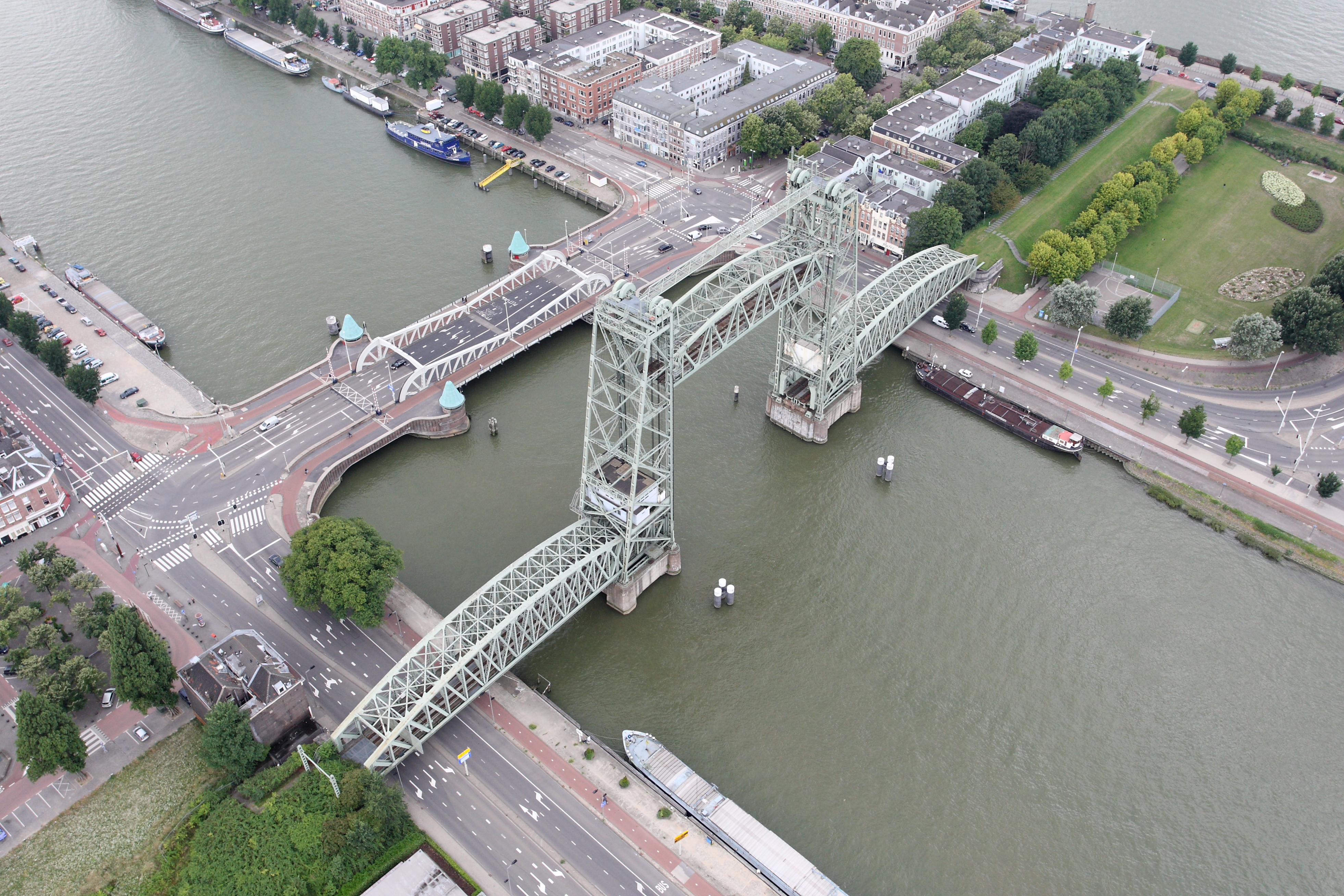
Підйомний міст Koningshavenbrug (праворуч)

У 2016 році Matador 3 виконав цілу серію завдань на мостах Бенілюксу. На початку весни він встановлював відновлену секцію Моста Еразма, що перетинає річку Ньїве-Маас у центрі Роттердама. Влітку кран завантажив на понтон для транспортування два підйомні елементи Koningin Máximabrug, котрий зводили над Ауде-Рейном (Старий Рейн) в провінції Південна Голландія (безпосереднє їх встановлення у споруду виконав потужний наземний самохідний кран). А в кінці 2016-го Matador 3 залучили для монтажу підйомної частина моста над каналом Boudewijn в районі бельгійського порту Зеєбрюгге. Останній споруджували в межах проекту нової автомагістралі А11.

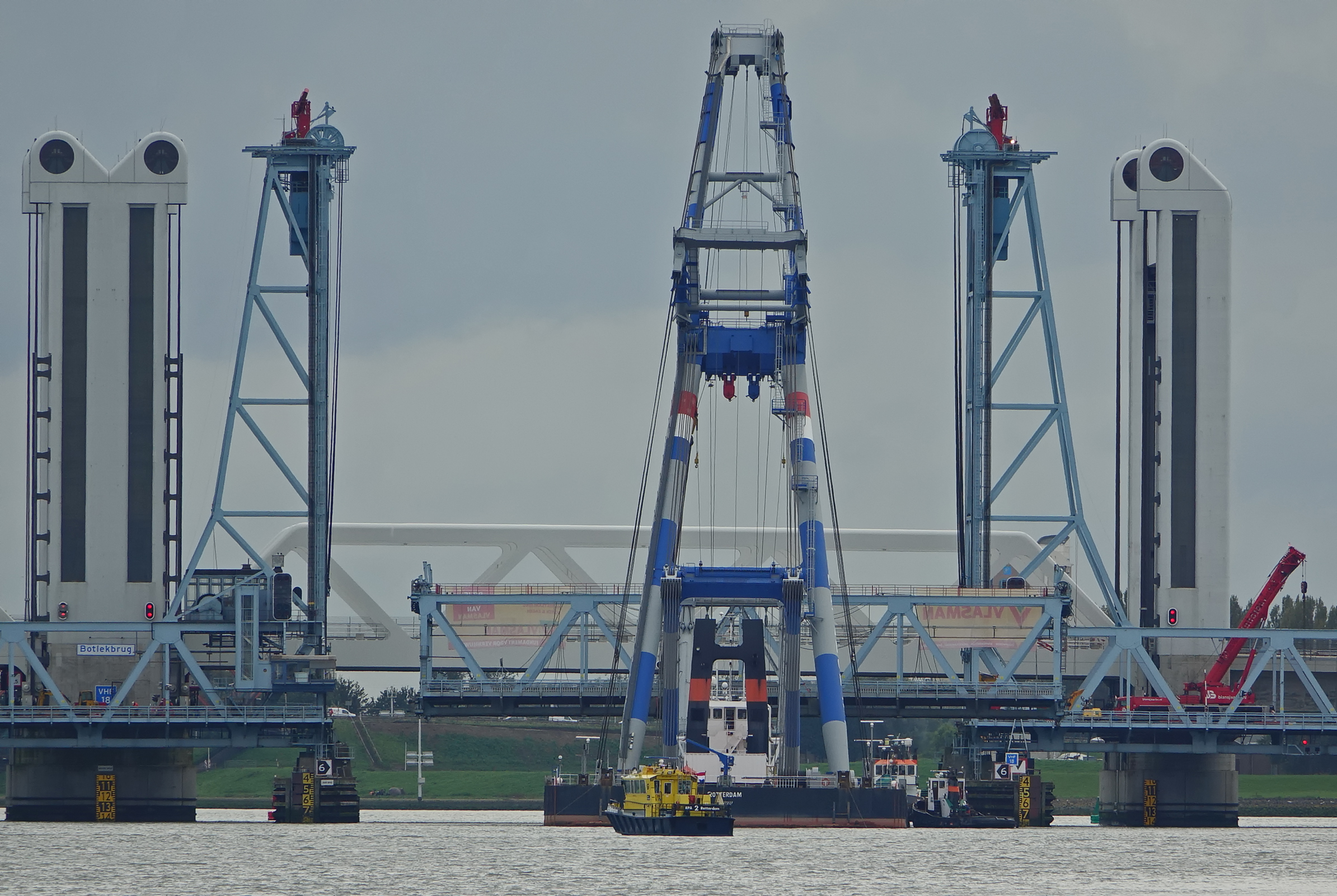
Демонтаж моста Botlekbrug

У лютому 2017-го кран встановив на історичний роттердамський залізничний міст de Hef (Koningshavenbrug, споруджений у 1927-му) центральну підйомну частину вагою 600 тонн, зняту два роки до того для відновлювального ремонту кранами тієї ж компанії Matador та Matador 2.
Осінню 2017-го кран залучили для роботи з мостом Botlekbrug, який ще в 1950-х перекинули над Ауде-Маасом. Після появи у 2015-му нової споруди він призначався для демонтажу, що й виконав Matador 3.

### Шлюзи

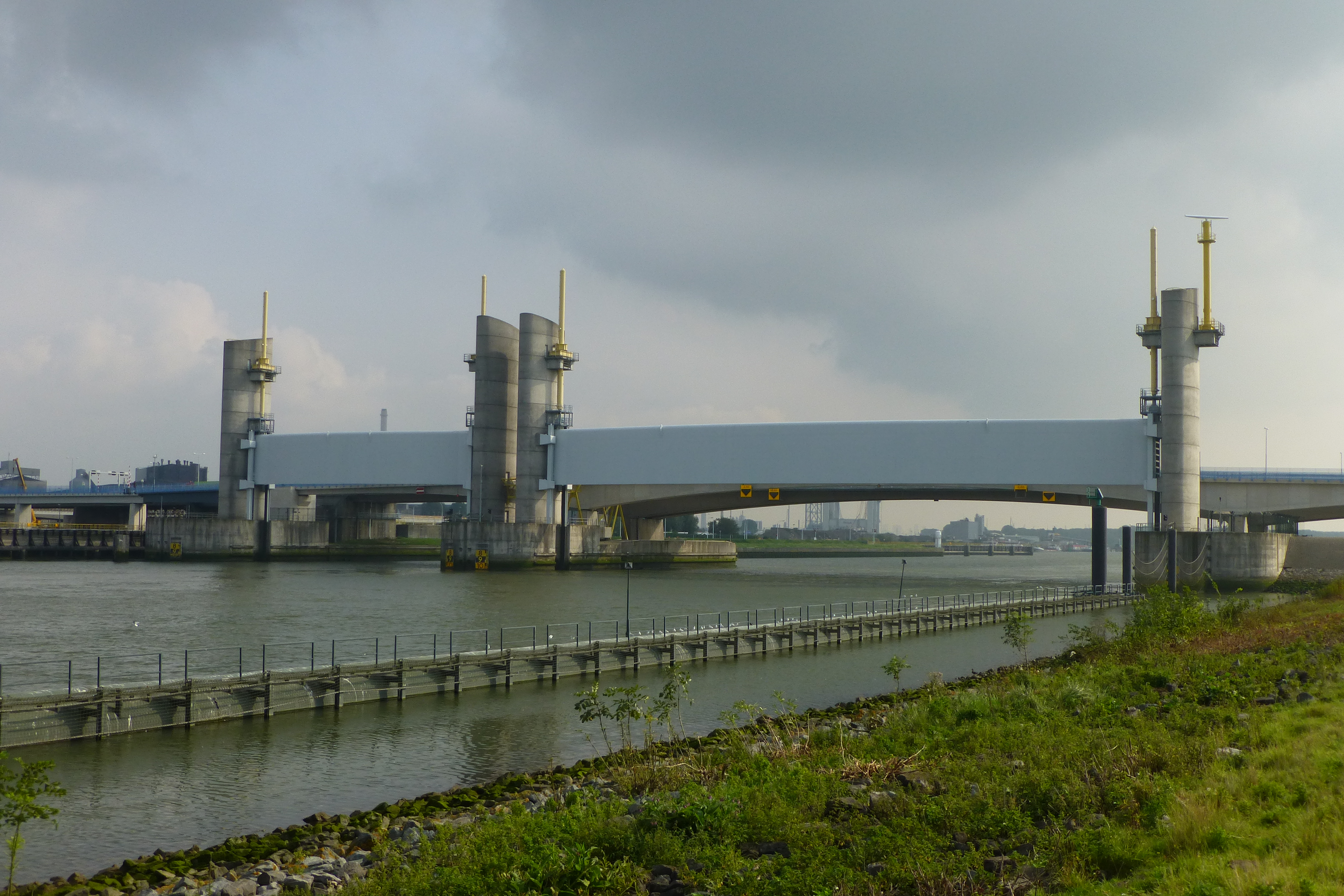
Бар'єр Гартель відкрито

У 2016 році кран двічі залучили для робіт на бар'єрі Гартель (Hartelkering), який перекриває у випадку необхідності Гартель-канал, захищаючи роттердамський Європорт від нагону води. У відкритому стані ковзаюча частина бар'єру розташована на висоті 14 метрів над поверхнею, проте за необхідності опускається вниз, дозволяючи стримати підвищення рівня моря до 3 метрів. В квітні кран перевантажив з понтону на пристань два таких елементи (кожен перекриває свій прольот над каналом), а в серпні здійснив зворотню операцію під час їх повернення на місце після ремонту. Допомогу йому надавав Matador 2.
В лютому 2018 року у Гольтенау контейнеровоз Akacia внаслідок аварії машини врізався у шлюз Кільского каналу, в результаті чого сильні пошкодження отримали ворота вагою біля 1000 тонн. Після їх розрізання на дві приблизно однакові частини настала черга Matador 3, завданням якого було перемістити їх на баржу, котра й протранспортує ворота для інспекції та можливого ремонту.

### Вітрова електроенергетика
В серпні 2005-го кран відвідав Ірландське море, де біля узбережжя Камбрії встановив трансформаторну підстанцію вагою 480 тонн для британської ВЕС Барроу.
Влітку 2008-го він здійснив транспортування та встановлення опорної основи («джекету») і надбудови з обладнанням («топсайду») офшорної трансформаторної підстанції данської північноморської ВЕС Горнс-Ріф 2 (закріплення цієї основи за допомогою паль провадило судно Sea Power).
У 2010 році Matador 3 провів монтаж трансформаторної підстанції німецької ВЕС Балтік 1. Для цього він послідовно виконав роботи з кількома елементами — монопалею довжиною 40 метрів, діаметром 5,3 метра та вагою 440 тонн, перехідним елементом вагою у 1415 тонн (включаючи 530 тонн льдозахисного конуса) та надбудовою розмірами 22х30х16 метри та вагою 900 тонн (трансформатори в останню завантажило вже інше судно Sea Energy).
В 2011-му Matador 3 змонтував на монопалі перехідні елементи для двох офшорних трансформаторних підстанцій британської ВЕС Лондон-Аррай (самі монопалі спорудило судно Sea Worker, а подальший монтаж «топсайду» виконав інший плавучий кран великої вантажопідйомності Rambiz).
У квітні 2018 року кран прибув до північноморського узбережжя Данії, де на західному виході з Лім-фіорду здійснив монтаж чотирьох бетонних перехідних елементів експериментальної прибережної ВЕС Ніссум Брендінг.
Крім того, чималу кількість пов'язаних з офшорною вітроенергетикою завдань кран здійснив у віддаленні від місць розташування майбутніх станцій, безпосередньо в районі свого базування. Наприклад, у лютому 2017-го Matador 3 завантажив для відправки спеціальний шаблон для спорудження паль (Pile Installation Frame) вагою 650 тон, який для проекту британської ВЕС Беатрис виготовила компанія Nami Ridderkerk із Роттердаму.
Восени того ж року кран задіяли в роботах з перехідними елементами для гравітаційних основ офшорних трансформаторних підстанцій данської ВЕС Крігерс-Флак. Спершу в Амстердамі він переніс два елементи вагою до 650 тонн на транспортний понтон, а через кілька днів зняв з нього та змонтував у Остенде на основи, будівництво яких велось на Boabarge 37.
Постійними завданнями були операції зі збору та відправки гратчатих опорних основ трансформаторних підстанцій — можливо згадати німецьку ВЕС Рифгат (серпень 2012-го), данську ВЕС Горнс-Ріф 3 (січень 2016-го, у цьому випадку допомогу Matador 3 надавав наземний мобільний кран), британські ВЕС Race Bank (лютий 2016-го), ВЕС Бурбо-Бенк (травень 2016-го, вага «джекету» 985 тонн) та ВЕС Рампіон (червень 2016-го, «джекет» важив 750 тонн).

### Роботи у нафтогазовій сфері
У 2005 році Matador 3 разом з іншим плавучим краном Taklift 7 провели операцію з перевантаження гратчатої опорної основи («джекету») для видобувної платформи нідерландського офшорного газового родовища L5-C. Її перемістили між понтонами E.3501 та AMT Discoverer з переведенням із горизонтального у вертикальний стан. В подальшому монтаж платформи здійснив один з найбільших кранів світу Thialf.
2006 року у Роттердамі на верфі Keppel Verolme Matador 3 разом з все тим же Taklift 7 встановив житловий блок на FPSO Terra Nova. Установка споруджувалась для розробки однойменного канадського нафтогазового родовища біля Ньюфаундленду.
В 2010-му кран виконав ще одне завдання у нафтогазовій сфері, взявши участь в будівництві платформи для нідерландського газового родовища F3-FA. Matador 3 задіяли на завершальному етапі для приєднання до об'єкту 12 опор кесонного типу, кожна з яких важила по 900 тонн.
В 2012-му кран змонтував платформу на британському нафтовому родовищі Конві, що знаходиться у Ірландському морі. Участь у цій операції, яка проходила в районі з глибиною моря 33 метра, також брало участь самопідіймальне судно Seafox 1.
Весною 2013 року Matador 3 виконав нестандартне завдання, напряму пов'язане з нафтогазовою сферою. Самопідіймальне бурове судно Energy Exerter, законтрактоване на роботи у азербайджанському секторі Каспію, не проходило у габарити Волго-Донського каналу. Через це з нього тимчасово демонтували цілий ряд елементів, як то опори та житловий блок.
Того ж 2013-го кран виконав підйом при спорудженні опорної основи («джекету») платформи Q13-A, призначеної для нідерландського нафтового родовища Амстел (монтаж споруди на родовищі виконав більш потужний плавучий кран Oleg Strashnov).
А в 2015-му Matador 3 задіяли для зборки на понтоні «джекету» платформи RAVN, котрий в подальшому відправили з Роттердаму до місця призначення на нафтовому родовищі у данському секторі Північного моря.

### Будівництво суден
Кран постійно виконує різноманітні завдання з підйому та монтажу елементів великих суден. В основному він працює на нідерландських верфях, хоча може провадити такі ж роботи у більш віддалених районах.

#### Бурові судна
У 2007-му на верфі компанії Keppel у Роттердамі Matador 3 разом з плавучим краном Rambiz спершу завантажили на баржу, а потім перенесли на судно Blackford Dolphin нову бурову вежу, яка встановлювалась в межах модернізації.
В 2011 році так само у Роттердамі Matador 3 залучили для встановлення бурової вежі вагою 2164 тонни на судно Noble Globetrotter I. На цей раз його напарником став плавучий кран Taklift 4.
А от на буровому судні Paragon B391 (колишнє Noble Julie Robertson), котре в 2015 році проходило дообладнання після зміни власника, Matador 3 встановив значно менший елемент конструкції — п'єдестальний кран.

#### Трубоукладальні та будівельні судна
В 2012 році Matador 3 разом з Taklift 6 відвідали норвезький Флоро (південно-західне узбережжя країни за 130 км на північ від Бергену), де на Westcon's Yard споруджувалось трубоукладальне судно, котре в майбутньому отримає назву Deep Energy. Тут вони встановили вежу, яка дозволяє здійснювати прокладання трубопроводів на глибині до 3000 метрів.
Того ж року кран, знаходячись в Нідерландах, взяв участь в роботах по створенню потужного трубоукладального судна Castorone, яке на замовлення відомої італійської компанії Saipem будувала сінгапурська верф. Втім, важливий елемент для Castorone — спусковий стінгер, що забезпечує плавне сходження труби у воду — замовили на верфі Hollandia, а Matador 3 завантажив для відправки три його секції загальною вагою 2000 тон.
Осінню 2013 кран разом з меншим за вантажопідйомністю Matador 2 змонтував у Східамі трубоукладальну вежу вагою 1550 тон на глибоководне будівельне судно Seven Waves.

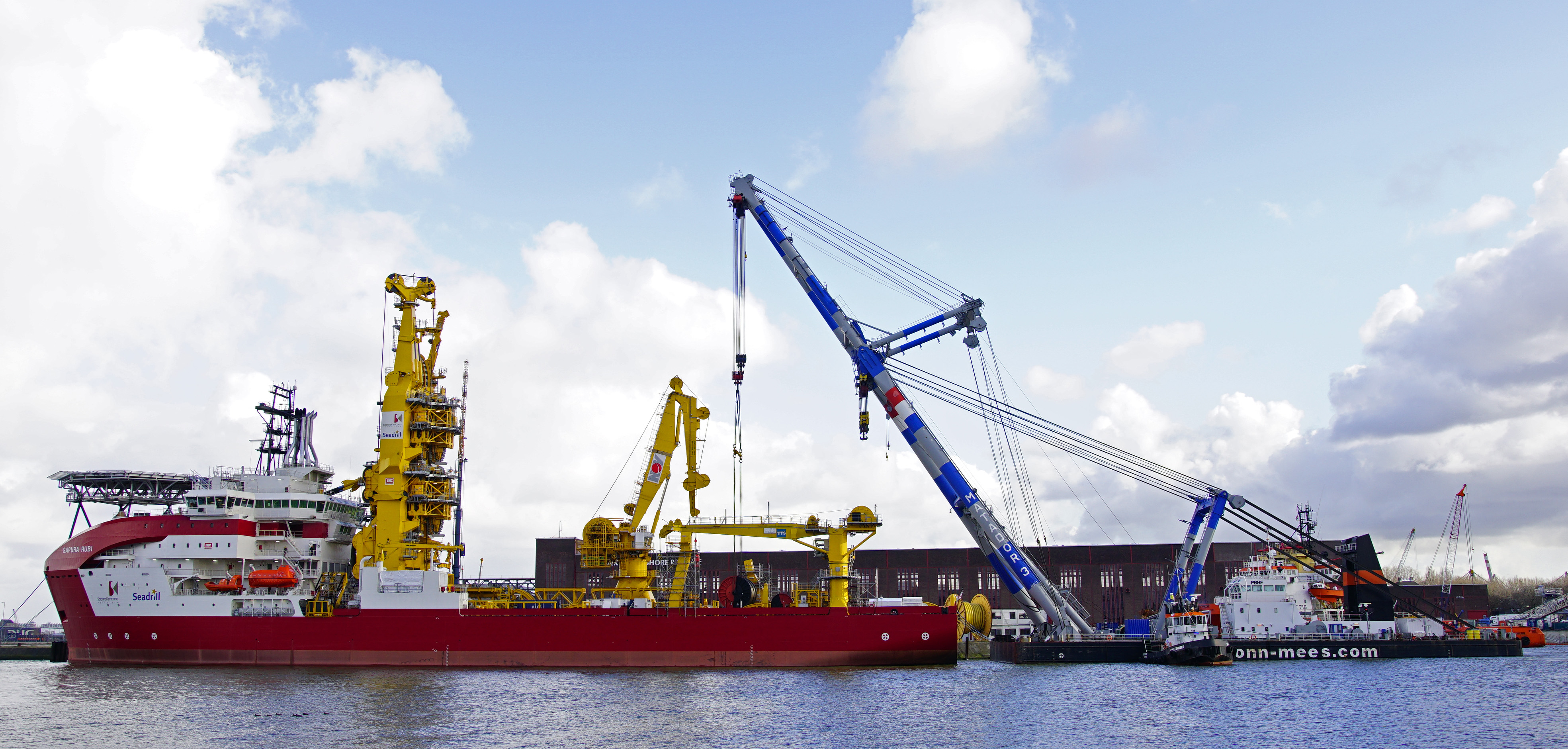
Matador 3 та трубоукладальне судно Sapura Rubi

Невдовзі Matador 3 задіяли для робіт над цілою серією трубоукладальних суден, які споруджувались нідерландськими верфями Franklin Offshore та IHC Merwede для компанії Sapura Navegacao Marítima з метою використання у нафтогазових проектах біля узбережжя Бразилії. Першим в січні-лютому 2014-го стало Sapura Diamante. За цим у тому ж році на Sapura Topazio та Sapura Onix встановили трубоукладальні вежі вантажопідйомністю 550 тон, котрі самі важать по 1175 тон. Для допоміжних робіт (наприклад, розвертання вежі на 90 градусів) залучали менші плавучі крани Matador 1 та Matador 2. Наступного року виконали роботи на Sapura Esmeralda та Sapura Jade, а на початку 2016-го на Sapura Rubi.
Весною 2014 у Східамі Matador 3 змонтував на судно Polar Onyx трубоукладальну вежу, виготовлену компанією Huisman.

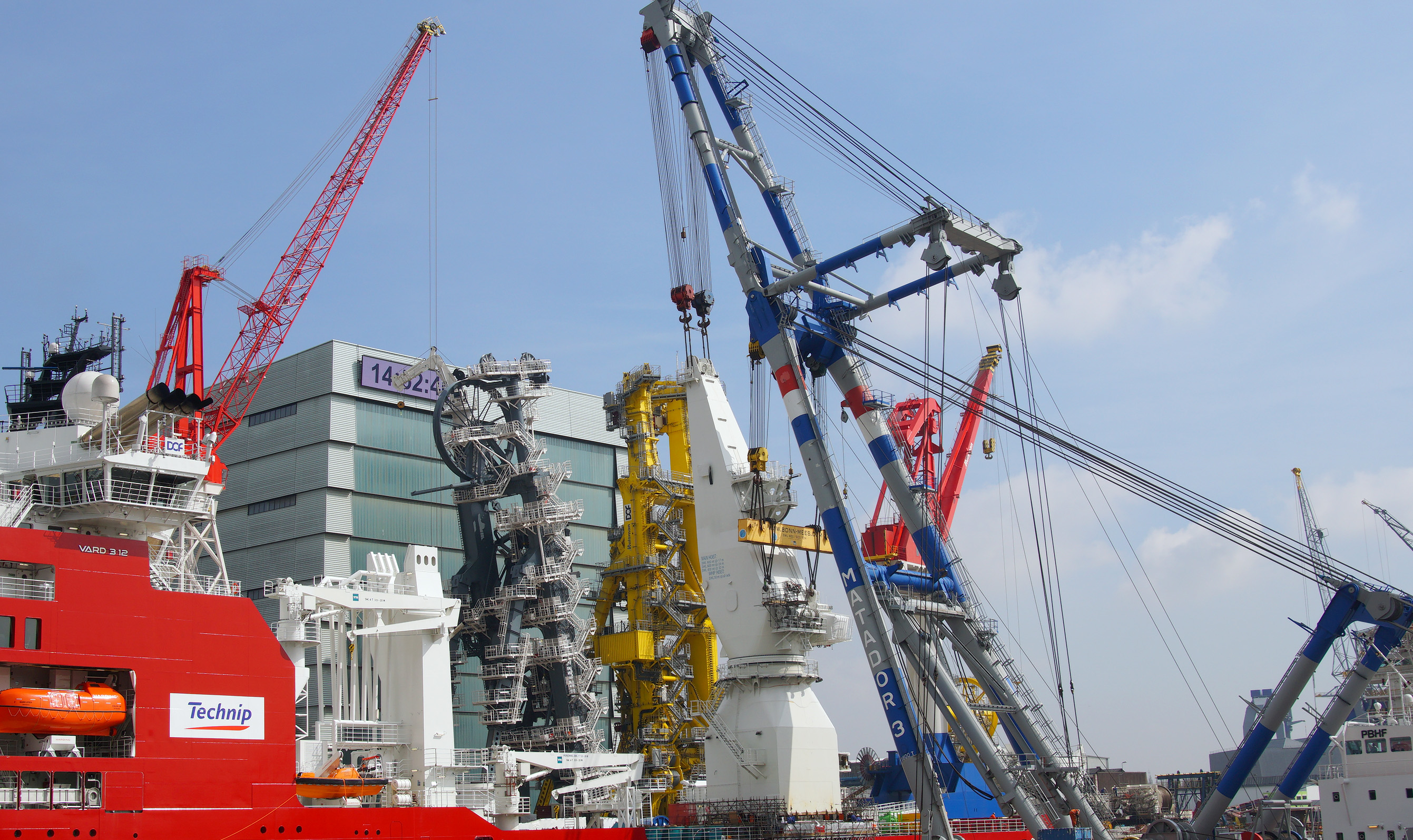
Matador 3 монтує кран на Skandi Africa

Взимку наступного року там же отримало свої два крани та трубоукладальну вежу багатоцільове судно Ceona Amazon, а невдовзі Matador 3 змонтував кран на глибоководне будівельне судно Skandi Africa, що так само прибуло для остаточного обладнання до Східаму. Після цього спільно з плавучим краном Taklift 4 він встановив на Skandi Africa трубоукладальну вежу, яка важила 2200 тон.
Ще за рік, у січні та квітні 2016-го, ті ж самі два крани змонтували подібне обладнання на інше глибоководне будівельне судно компанії Technip — Skandi Acu.

#### Судна офшорної вітроенергетики
В 2012-му у Амстердамі Matador 3 здійснив операцію зі встановлення нового крану під час модернізації самопідіймального судна Seajacks Leviathan, одним з основних завдань якого є роботи у офшорній вітроенергетиці.
У кінці 2015-го кран задіяли під час модернізації спеціалізованого самопідіймального судна Brave Tern, де зокрема встановили подовжені опори.
А у грудні 2017-го на іншій роттердамській верфі Damen Verolme Matador 3 забезпечував монтаж нової кранової стріли на ще одне судно для встановлення вітрових турбін Seafox 5.

#### Спорудження земснарядів
У 2012-му кран разом з іншими судами компанії Bonn & Mees Matador та Matador 2 здійснили монтаж фрезерного розрихлювача вагою 1250 тонн на земснаряд Ambiorix, котрий прибув для дообладнання на верфі IHC Krimpen.
А осінню 2016 року Matador 3 провів подібну операцію на іншій верфі тієї ж компанії IHC у Кіндердайк для фрезерного земснаряду Helios. Його робочий механізм при довжині у 47 метрів важив 1717 тонн і на цей раз допомогу надавав плавучий кран Uglen (вантажопідйомність 800 тон).
Між цими подіями, у січні 2013-го, Matador 3 в Кіндердайку змонтував на фрезерний земснаряд Artemis інший елемент — систему завантаження вибраного ґрунту на баржі, яка важила 320 тон.

#### Інші завдання у суднобудуванні
В 2005-му Matador 3 і Taklift 4 встановили надбудову розмірами 54х28х13,5 метрів на данський вантажо-пасажирський пором Hammerodde.
Влітку 2016-го у данському Фредеріксгавні кран змонтував два житлові модулі вагою 1200 тонн на самопідіймальне судно Maersk Guardian. Споруджене у 1980-х роках як бурове, воно проходило переобладнання під житлове з метою подальшого використання на родовищах Північного моря.
У лютому 2018 року на верфі Flensburger Schiffbau-Gesellschaft у Фленсбурзі (німецька земля Шлезвіг-Гольштейн) крани Matador 3 і Taklift 4 змонтували блок верхніх палуб вагою 2000 тонн на круїзному поромі W.B.Yeats, що споруджували на замовлення ірландської компанії Irish Ferry

### Інші завдання
У квітні 2018-го кран провів випробування нового молоту Blue Pile 25 M, розробленого компанією Huisman. Обладнання, котре повинне збільшити швидкість забивання на 70 % та зменшити шум нижче за поріг у 150 децибел, тестували в гавані Maasvlakte на захід від Роттердаму.
Осінню 2016-го судно протранспортувало колонну гідрокрекінгу висотою 50 метрів та діаметром 9 метрів, що призначалась для модернізації нафтопереробного заводу ExxonMobil у Роттердамі.
Неодноразово Matador 3 залучали для перебазування потужних наземних кранів. Наприклад, в кінці 2012-го на верфі Keppel Verolme він встановив на нову позицію портальний кран вагою 930 тонн, а за пару місяців на німецькій Lurssen Yard Bremen послідовно перемістив дві частини молотоподібного крану, верхня з яких важила 750 тонн. У вересні 2014-го Matador 3 перемістив у порту Moerdijk портальний кран, для якого обрали нове місце розташування за півкілометра від попереднього.
Так само неодноразово судно залучали для робіт з резервуарами великої місткості. Наприклад, у липні 2013-го для терміналу HES Botlek він одну за одною протранспортував на стропах від місця виготовлення 7 місткостей по 10 тис. м3, висотою 36 метрів, діаметром 19 метрів та вагою по 250 тонн. За кілька днів кран завантажив на транспортний понтон, а потім зняв з нього чотири резервуари по 12 тис. м3, висотою 26 метрів та діаметром 24 метри, які призначались для роттердамського Європорту. А влітку наступного року Matador 3 зняв з баржі 8 ємностей для зрідженого нафтового газу розмірами 8,7х13,6х38,5 метра, кожна з яких важила 330 тонн. Їх доставили у Роттердам для подальшої відправки у Данію, де розширювали берегові потужності для прийому додаткової продукції з родовища Hejre.